# 其陽科技
其陽科技(AEWIN) 是一間台灣上市櫃公司，股票代號:3564, 2000年建立於台灣台北，是一間網路安全通訊設備、邊緣運算伺服器和通用雲端伺服器的ODM/OEM製造商
其陽產品線曾經擴及到嵌入式主機板以及工業電玩主機版
2019年友通資訊買下過半股份，正式加入佳世達科技集團，將Embedded、Gaming產品線移轉給友通資訊，成為專門製造網通資安產品和伺服器的專業製造商

## 大事紀
- 2000年 成立
- 2001年 研發網路安全通訊產品
- 2003年 成立北京分公司
- 2014年 成立深圳分公司
- 2015年 成立美國分公司
- 2015年 研發伺服器產品
- 2019年 成立韓國分公司, 加入佳世達科技集團
- 2020年 研發Edge AI Server

## 產品項目
- Network appliance
- General Purpose Server
- Edge Computing Server

## 外部連結
- 其陽(3564) - 個股新聞 - Yahoo!奇摩股市 （页面存档备份，存于）
- AEWIN其陽科技 （页面存档备份，存于）